# Philipp (Pfalz)

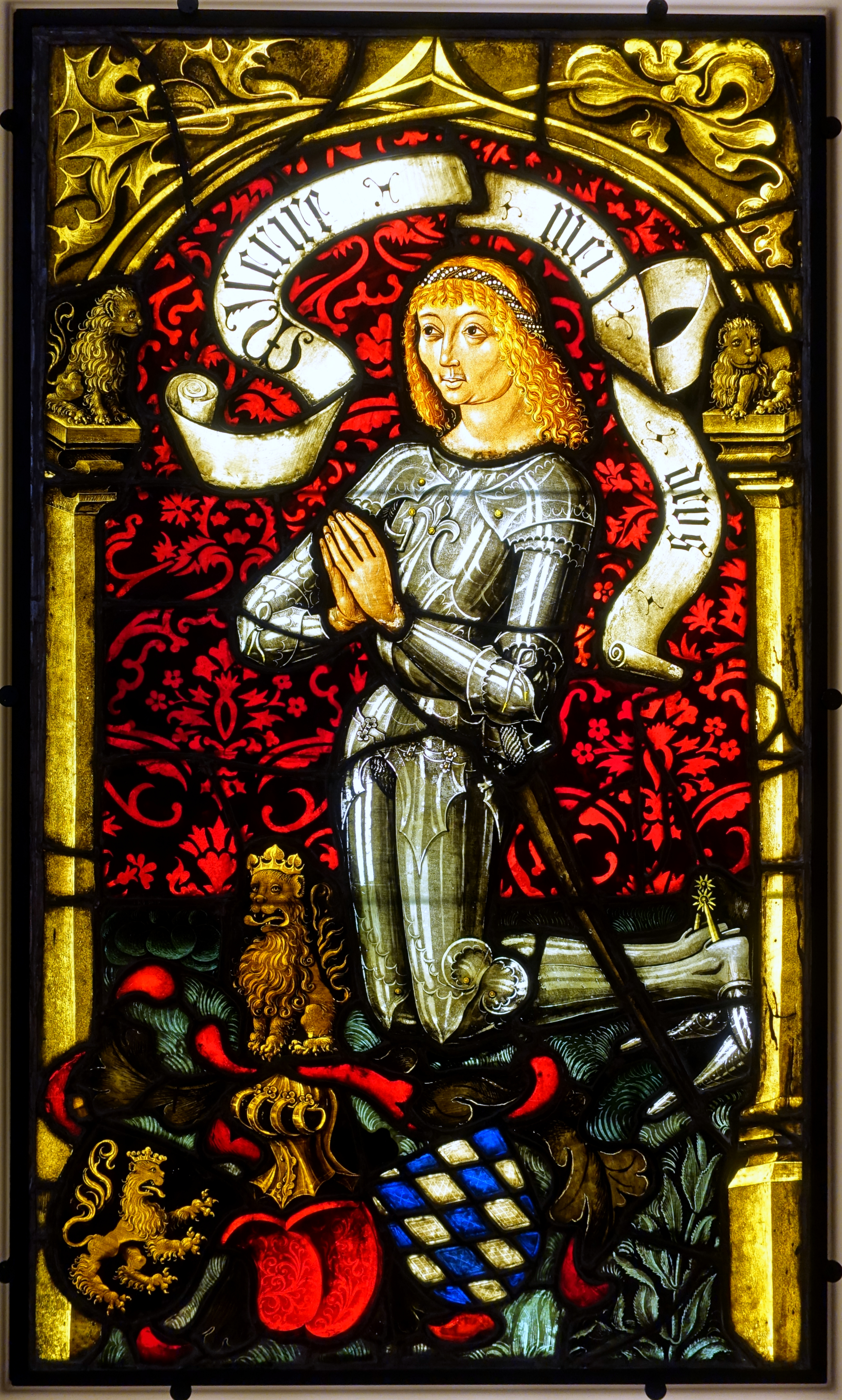
Darstellung Philipps des Aufrichtigen von 1483 in der evangelischen Kirche in Neckarsteinach

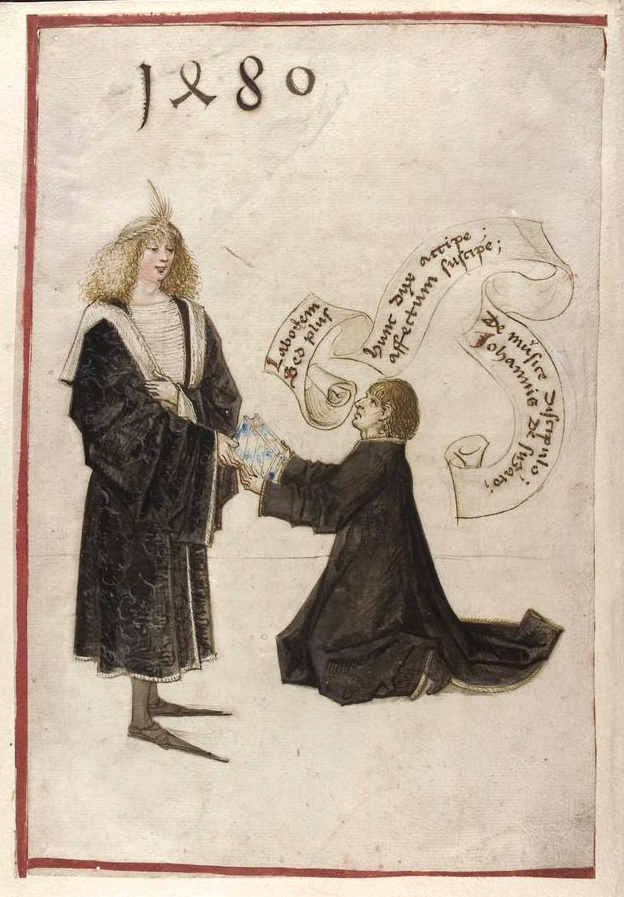
Johann Steinwert von Soest überreicht Kurfürst Philipp dem Aufrichtigen ein ihm gewidmetes Werk, Buchmalerei, 1480

Philipp der Aufrichtige, auch Philipp der Edelmütige und Philipp I., Pfalzgraf bei Rhein genannt (* 14. Juli 1448 in Heidelberg; † 28. Februar 1508 in Germersheim) aus der Familie der Wittelsbacher war Pfalzgraf und von 1476 bis 1508 Kurfürst von der Pfalz.

## Familie

### Herkunft und Ehe
Philipps Eltern waren Kurfürst Ludwig IV. und Margarethe von Savoyen. Wegen ihrer Kinderlosigkeit wallfahrten sie 1447 zum Grab des heiligen Philipp in Zell (Zellertal) westlich von Worms. Als 1448 der ersehnte Thronfolger geboren wurde, gaben sie ihm zu Ehren des Heiligen den Namen Philipp. Wegen der Geburt des Prinzen erlangte der heilige Philipp von Zell überregionale Bekanntheit und avancierte zum Nothelfer bei Kinderlosigkeit bzw. Kinderwünschen.
Als Einjähriger Halbwaise geworden, kam Prinz Philipp unter die Vormundschaft seines Onkels, des Kurfürsten Friedrich I., der ihn später adoptierte.
Am 17. April 1474 heiratete Philipp in Amberg Margarete von Bayern-Landshut (1456–1501), die Tochter des Herzogs Ludwig IX. von Bayern-Landshut und dessen Gattin Prinzessin Amalie von Sachsen. Die prunkvolle Feier ging als „Amberger Hochzeit“ in die Annalen ein. Dem Ehepaar Philipp und Margarete wurde mit dem Hochzeitsbrunnen am Amberger Marktplatz ein Denkmal gesetzt.

### Nachkommen
Aus der Ehe gingen 14 Kinder hervor, neun Söhne und fünf Töchter:
- Ludwig V. (1478–1544), Kurfürst von der Pfalz

⚭ 1511 Prinzessin Sibylle von Bayern-München (1489–1519)
- Philipp (1480–1541), Bischof von Freising und Naumburg
- Ruprecht (1481–1504)

⚭ 1499 Prinzessin Elisabeth von Bayern-Landshut (1478–1504)
- Friedrich II. (1482–1556), Kurfürst von der Pfalz

⚭ 1535 Prinzessin Dorothea von Dänemark und Norwegen (1520–1580)
- Elisabeth (1483–1522)

⚭ 1498 Landgraf Wilhelm III. von Hessen (1471–1500)
⚭ 1503 Markgraf Philipp I. von Baden (1479–1533)
- Georg (1486–1529), Bischof von Speyer
- Heinrich (1487–1552), Bischof von Utrecht, Freising und Worms
- Johann (1488–1538), Bischof von Regensburg
- Amalie (1490–1525)

⚭ 1513 Herzog Georg I. von Pommern (1493–1551)
- Barbara (1491–1505)
- Helene (1493–1524)

⚭ 1513 Herzog Heinrich V. von Mecklenburg (1479–1552)
- Wolfgang (1494–1558), Pfalzgraf in Neumarkt, Statthalter der Oberpfalz
- Otto Heinrich (*/† 1496)
- Katharina (1499–1526), Äbtissin in Neuburg am Neckar

## Herrschaftszeit
Bei seiner Heirat erhielt Philipp zunächst die Oberpfalz als Herrschaftsgebiet. Nachdem sein Adoptivvater Friedrich I. 1476 gestorben war, übernahm Philipp mit der Kurpfalz auch die Kurwürde. Den etwa gleichaltrigen Ritter Hans von Trotha, der aus dem heutigen Sachsen-Anhalt stammte und als nachgeborener Sohn einer Adelsfamilie nicht erbberechtigt war, machte er 1480 zu seinem Marschall und verkaufte ihm die Burg Berwartstein im Wasgau, die eigentlich dem Kloster Weißenburg im nahen Elsass gehörte. Im Anschluss daran kam es zur sogenannten Wasserfehde.
Philipp führte die von seinem Vorgänger Friedrich I. aufgebaute intellektuelle Kultur an seinem Hof fort. 1481 holte er den Humanisten und späteren Bischof von Worms, Johann XX. von Dalberg, an die Universität Heidelberg. Er unterstützte humanistische Gelehrte bei der Gründung der Sodalitas litteraria Rhenania und betätigte sich als Herausgeber medizinischer und pferdeheilkundlicher Texte.
1499 fielen Pfalz-Mosbach und Pfalz-Neumarkt wieder an die Kurpfalz zurück. 1504 wurde Philipp durch seinen dritten Sohn Ruprecht in eine schwere kriegerische Auseinandersetzung mit Bayern-München verwickelt, und König Maximilian erklärte über Philipp und Ruprecht wegen der Auslösung des Landshuter Erbfolgekriegs am 5. Mai 1504 die Reichsacht. Nach der Niederlage musste die Kurpfalz 1505 mit dem Kölner Schiedsspruch verschiedene Gebiete, die im heutigen Bayern lagen, abtreten. Auch die elsässischen und ortenauischen Besitzungen gingen größtenteils an die Habsburger verloren, weitere an Hessen und Württemberg. Sowohl die Wittelsbacher in Bayern als auch diejenigen in der Pfalz hatten durch den Krieg umfangreiche Gebietsverluste hinzunehmen.
1508 starb Philipp in Germersheim und wurde in der Heidelberger Heiliggeistkirche begraben. Sein Nachfolger als Kurfürst wurde sein ältester Sohn Ludwig V.